# Мазурин, Алексей Сергеевич
Алексе́й Серге́евич Мазу́рин (1846—1920) — русский купец и фотограф; благотворитель, потомственный почётный гражданин Москвы.

## Биография
Родился 10 декабря 1846 года в Москве в богатой купеческой семьи Мазуриных (дед, Мазурин Алексей Алексеевич, был московским городской головой, а отец — Сергей Алексеевич Мазурин — основал в 1843 году мануфактуру в подмосковном Реутове). 
Потеряв в три года мать, а в четыре года отца, воспитывался старшим братом, коммерции советником — Митрофаном Сергеевичем. Кроме того, в семье было ещё несколько детей (одна из сестёр Лиза в 1856 году стала женой влюбленного в неё Сергея Третьякова, будущего основателя известной картинной галереи). Алексей получил хорошее начальное образование.
В 1860-х годах учился во Франкфуртской торговой школе. Затем путешествовал по Италии, занимался музыкой, живописью, брал уроки у таких художников, как И. И. Амосов, Н. А. Брызгалов, Н. В. Неврев. Вернувшись в начале 1870-х годах в Москву, возглавил предприятие по отправке товаров за границу.
В 1870 году Мазурин увлёкся фотографией. Свои первые работы выставлял для продажи и публиковал в журналах «Нива», «Живописное обозрение», «Иллюстрированная газета», «Искра» и «Русский листок» и другие.
С 1890 года участвовал в различных выставках, в том числе международных, содействуя становлению русской фотографии. Его работы становятся известны в Европе после Венской фотовыставки 1891 года и Международной выставки в Гамбурге в 1893 году. В 1894 году был одним из учредителей Русского фотографического общества, а с 1899 года — его почётным членом. Также был участником создания Московского художественно-фотографического общества, членом комиссии по проведению первого съезда русских деятелей фотографии и фотографической выставки Русского фотографического общества в Москве. Был членом-корреспондентом Гамбургского общества любителей фотографии и почётным членом-корреспондентом Эстляндского общества фотографов-любителей. В 1895 году он избирается на должность церковного старосты Николо-Архангельской церкви в Реутове, к приходу которой были приписаны работники его Реутовской бумагопрядильной фабрики. В 1899 году был избран Почетным членом Французского фотографического общества.
Как фотограф-пикториалист Мазурин экспериментирует с технологиями печати, ищет способ создать отпечаток похожий на живописное произведение. Разрабатывает различные композиционные варианты. Владел техниками позитивной печати — гуммиарабиком и платинотипией; в России он одним из первых он начал применять технику гуммиарабиковой печати на шероховатой бумаге. Снимал много срежиссированных образов русской деревни.
С 1900 по 1905 год был директором правления Товарищества Реутовской мануфактуры, после продал фабрику.
Умер в Реутове в 1920 году. Похоронен у церкви Михаила Архангела.

## Семья
- 1-й брак — Астальцева Елизавета Николаевна, переводчица, писательница, действительный член Русского фотографического общества с 1895 года. Развелись.
- 2-й брак — Елена (? итальянка)
- 3-й брак (с 1908) — Мазурина (урожд. Полякова) Ольга Федоровна (1874—1956). Похоронена вместе с мужем у церкви Михаила Архангела.

Дети:  
- Людмила Алексеевна Мазурина, от первого брака
- Николай (?) (около 1885—?) — от второго брака
- Николай Алексеевич Мазурин (1903—после 1946), от третьего брака, участник Великой Отечественной войны.
  - Внучка: Людмила Николаевна Собольщикова (Мазурина) (род.1946)[5], правнучка — Любовь Черняева